# 中込町
中込町（なかごみまち）は、長野県南佐久郡にあった町。現在の佐久市中部、千曲川右岸の東西に長い地域にあたる。

## 地理
- 山：兜岩山、熊倉峰
- 河川：千曲川、内山川

## 歴史
- 1889年（明治22年）4月1日 - 町村制の施行により、南佐久郡下中込村・瀬戸村の区域をもって中瀬村（なかぜむら）が発足。
- 1899年（明治32年）7月18日 - 改称して中込村となる。
- 1919年（大正8年）11月1日 - 町制施行して中込町となる。
- 1956年（昭和31年）8月1日 - 内山村・平賀村と合併し、改めて中込町が発足。
- 1961年（昭和36年）4月1日 - 南佐久郡野沢町・北佐久郡浅間町・東村と新設合併して佐久市が発足。同日中込町廃止。

## 交通

### 鉄道路線
- 日本国有鉄道
  - 小海線：太田部駅 - 中込駅 - 滑津駅 - 北中込駅

### 道路
- 富岡街道（現・国道254号）